# Gellér B. István
Gellér B. István (Pécs, 1946. november 9. – 2018. február 10.) Munkácsy Mihály-díjas magyar képzőművész, grafikus, szobrász, a Széchenyi Irodalmi és Művészeti Akadémia rendes tagja.

## Életpályája
Szülei: Gellér B. Miklós banktisztviselő és Fejér Márta varrónő voltak. 1967-1971 között a Janus Pannonius Tanárképző Főiskola magyar-rajz szakos hallgatója volt. A főiskola mellett Martyn Ferencnél tanult. 1968 óta kiállító művész. Az 1970-es években Haraszty István által fedezte fel a progresszív művészetet. 1973-ban Galántai György, Erdély Miklós, Najmányi László, Szentjóby Tamás, Jovánovics György társaságával tagja volt a balatonboglári ellenzéki művészcsoportnak. 1987-ben Párizsban, 1990-1991 között Budapesten, 1991-ben Rómában, 1995-ben pedig Salzburgban volt ösztöndíjas. 2000-ben a Velencei Épitészeti Biennálén mutatta be munkáit.
Munkásságát számos díjjal és ösztöndíjjal, 1999-ben Munkácsy Mihály-díjjal,  2009-ben a Magyar Köztársasági Érdemrend tisztikeresztjével ismerték el. 2013-ban a Széchenyi Irodalmi és Művészeti Akadémia rendes tagjává választották.
Az 1970-es években született alkotásai geometrikus, neokonstruktivista szemléletű, ritmikus, forma- és színviszonylatokkal foglalkozó grafikai lapok, festmények, kerámiaszobrok és installációk. 1978-tól elfordul a személytelen művészi gondolkodásmódtól. Egyéni mitológiát teremt, egy nem létező ősi kultúra, A Növekvő Város archeológiai feltárása, néprajzi, kultúrtörténeti feldolgozása által. A kvázi-feltárás során a művész, illetve régész alteregója megteremti a Város archaikus társadalmának írásbeliségét, szokásait, kultuszait. A feltárás eredményeit installációkban, fotón, videón dokumentálja, a megfejtett szövegeket közzéteszi.
A Növekvő város ciklus-címmel összefogott, mára hatalmassá lett műegyüttes valódi interartisztikai teljesítmény: tudomány, képzőművészet és irodalom (és zene) egymásba indázásának eredménye. Gellér B. István műve sok szempontból képzőművészet, más vetületből (Jorge Luis Borges könyvtárait vagy Milorad Pavic Kazár szótárát is eszünkbe idézve) illusztrált irodalom; kép-és szoborregény egy csigaházon. Valószínűleg az egyik utolsó munka, amely gyökerezik még abban és kihajt még abból a mischungból, amit Közép-Európának neveztek valaha.
Hajdu István Gellér B. Istvánról 2B Galéria. (Hozzáférés: 2024. január 19.) Hajdu István

## Válogatott önálló kiállításai[2]
- 1971 Braunschweig · G.A.G Art Galerie
  - Pécs · Műteremkiállítás Dombay Győzőnél
  - Pécs · Szabadtéri kiállítás
- 1973 Pécs · Pécsi Tervező Vállalat Klubja
- 1974 Budapest, Fiatal Művészek Klubja
- 1975 Pécs · Janus Pannonius Múzeum
- 1979 Budapest · MNG Műhely sorozat
- 1980 Ózd · Művelődési Központ Kisgaléria: Azonosulások (1980)
- 1984 Budapest · Óbuda Galéria: Adatok a Növekvő Városhoz
  - Pécs · Ifjúsági Ház: A Növekvő Város

- 1985 London · PCL The Regent Street Gallery touring exhibition: The Growing City
- 1988 Pécs · Pécsi Galéria: A Növekvő Város
- 1989 Budapest · Dorottya utcai Kiállítóterem: Leletek a Növekvő Városból
  - Prága · A Magyar Kultúra Háza – installáció
  - Berlin · Haus der ungarischen Kultur
- 1991 Pécs · Pécsi Kisgaléria: Labirintus – installáció
- 1994 Budapest · Budapest Kiállítóterem (Szabadsajtó u.): Kis legendárium a Növekvő Városból
- 1998 Budapest · BTM Fővárosi Képtár – Kiscelli Múzeum: Leletek
  - Budapest · Műcsarnok: Szépliteratúrai Ajándék, Gasztronomiai Est
- 2000 Budapest · Collegium Budapest: Növekvő Város – Rajzok
- 2001 Budapest · Raiffeisen Bank Galériája: Rajzok, plasztikák
- 2002 Kapolcs · Kastély Galéria: A szélhárfa – installáció
- 2003 Budapest · Budapest Galéria Lajos utcai kiállítóháza: A Szélhárfa – installáció
  - Róma · Magyar Akadémia kiállítóterme: Szobrok és rajzok.
  - Szombathely · Művészetek Háza Pincegaléria:     A szélhárfa installáció
  - Mohács · Soós Galéria: Részletek a Növekvő Városból
- 2004 Sopron · Körmendy Galéria
- 2005 Budapest · Blitz Galéria
- 2006 Pécs · Hattyú Ház Kortárs Művészeti kiállítóterem: Dobozba rejtve
  - Budapest · VAM Art and Design Galéria: Etüdök a Növekvő Városhoz
- 2008 Pozsony · Z Galéria, Zichy Kastély: Rastuce Mesto
- 2009 Rozsnyó · Bányászati Múzeum: Rastuce Mesto – installáció
  - Selmecbánya · Banska Štiavnica, Art-Caffe: Dobozok
  - Kassa · Kelet-Szlovákiai Galéria: Növekvő város – Rastuce Mesto
- 2010 Pécs · Pécsi Galéria: Növekvő Város
- 2013 Budapest · 2B Galéria:Töredékek – Gellér B. István akadémiai székfoglaló kiállítása
- 2016 Pécs · Pécsi Galéria: Töredékek
- 2018 Budapest · Műcsarnok[3]
- 2019 Budapest · acb Galéria: Ölelkező formák

## Válogatott csoportos kiállításai
- 1971 Balatonboglár · Kápolnaműterem
- 1972 Barcelona · XI. Premi International Joan Miro
- 1973 Barcelona · XII. Premi International Dibuix Joan Miro

             Balatonboglár · Kápolna Tárlat
             Budapest · Műegyetem: Kopernikusz emlékkiállítás
             Milano · Amici del Pomero: I. Nemzetközi Grafikai Tárlat
             Milano, La d’Arsena Galleria: Selezionati al prémio Pomero
             Perth · Western Australiean Art Gallery: Perth Prize for Drawing International
             Pécs-Kaposvár-Békéscsaba-Miskolc-Kaposvár: Modern grafika Pécs, 1976
- 1974 Szombathely, Savaria Múzeum: XX. századi magyar grafika

             Barcelona · XIII. International Dibuix Joan Miro
             Budapest · Fiatal Művészek Klubja: Kép/vers.
             Rijeka · Galerija Moderna: IV. međunarodna izložba originalnog crteža 1974
- 1975 Jyväskylä · Alvar Aalto Museum, Grafica Creativa

             Barcelona · XIV. International Dibuix „Joan Miro”
             Graz · Neue Galerie: X. International Malerwochen
- 1976 Barcelona · CEAC: XIV. Premi International de Dibuix „Joan Miro”

             Pamplona · Sala de Cultura: Artistas Seleccionados de Ddibujo Joan Miro
- 1977 Antwerpen · Archiv Small Press Communication. (Typewriter Art, Xerox Books)
- 1980 Kaposvár · Somogy Megyei Művelődési Központ: Pécsi Grafikai Műhely Vándorkiállítás 2
- 1981 Karlstadt · Warmlands Museum: 13+1 fran Ungern

             Stockholm – Göteborg · Konstmuseum: Ungersk konst
             Antwerpen · International Mail Art Festival
             Szeged · Ifjúsági Ház:  Fiatal Képzőművészek Studio ’81
             Wroclaw · II. International Drawing Triennale
- 1982 Brno · Dom Umen: Nové cesty v sučasnej madarskej grafike

             Prága · Cesky Krumlov, Kassa: Magyar Grafika
             Rijeka · Moderna Galerija: VIII. međunarodna izložba originalnog crteža ’82.
             Bilbao · Arteder ’82. (Muestra International de Arte Grafico)
             Oldenburg Kleines Augusteum (Oldenburger Kunstverein): Aktuelle Kunst aus Osteuropa.
             Budapest · Fészek Galéria: Művészbélyegek. Mail art kiállítás Galántai György gyűjteményéből.
             Södertälje · Konsthall / Kulturális Központ: Magyar művészeti kiállítás ’82.
             Žilina · Dom odborov: Nové cesty v súčasnej madarskej grafike
            Wroclaw · II. International Drawing Triennale
- 1983  Brno · Dom Umeni-Hala: Nove cesty současné madarské grafiky

             Graz · Neue Galerie: Neun Künstler aus Südungarn Pécs-Baranya
- 1986 Budapest · Magyar Nemzeti Galéria Kupolaterem: Az 1985. év legjobb plakátjai

             Oslo · Kunstforening: Ungarsk Grafik
             Tokio · Asahi Hall: Magyar művészeti kiállítás / Magyar Napok, Tokió ’86.
             Vancouver · World Postex
- 1988  Toyama · International Triennial of Poster ’88

             Pécs · Pécsi Galéria: Rajz/Drawing ’88
- 1989 Brno · Moravska Galeria: Madarského Plakátu

             Budapest · Műcsarnok: Téli tárlat ’89
- 1991 Pécs · Pécsi Galéria: Metafora. A 80-as évek művészete.

             Fellbach · Rathaus: Sechs Künstler – Dozenten aus Pécs
             Velence · Szabadidőközpont: I. Velencei biennálé: A Kőnig- körkép
- 1993 Lahti · Art Museum: X. Poster Biennale

- 1997 Budapest · Artpool: Box(ed)-Art-Works – Dobozművek.

             Praha · Masaryk’s Academy of Arts: 3. Praha Graphic ’97
             Taipei  (Taiwan) · Fine Arts Museum: 8. International Print and Drawing Exhibition R.O.C.
             Paks · Paksi Képtár: „Új szerzemények”
- 1998  NewYork · Magyar Konzulátus: Öt művész Pécsről (Gellér, Keserü, Lantos, Pinczehelyi, Valkó)

- 1999 Kecskemét · Magyar Fotográfiai Múzeum:  Kép és szöveg

             New York · Dowd Fine Arts Gallery of the State University of New York at Cortland: Made in Hungary
- 2000  Taipei · Fine Arts Museum: R.O.C.: 9 th International Biennial Print and Drawing Exhibition

             Velence · Magyar Pavilon: VII. Építészeti Biennálé – Új Atlantisz felé
- 2001 Veszprém · Orbis pictus „A megfestett város”

- 2004 Taiwan · Museum of Art: 11th International Biennial Print and Drawing Exhibition.

             Budapest · 2B Galéria: „Waldsee 1944”
Tapolca-Diszel · Első Magyar Látványtár: „Minden mulandó”
- 2005  Budapest · Zsidó Múzeum: Áldozat- Engesztelés. Kortárs képzőművészeti kiállítás

- 2008  Budapest · 2B Galéria: A második generáció

- 2009  Graz · Neue Galerie: Akzent Ungarn. Ungarische Kunst 1960–1990 aus der Sammlung der Neue Galerie Graz und des JPM in Pécs.

             Fellbach · Rathaus der Stadt Fellbach: Zsolnay kiállítás (Múlt, jelen, jövő)
- 2010  Salgótarján · Nógrádi Történeti Múzeum: I. Országos Rajztriennálé

             Villány · Vylyan Pincészet: Hordóművek
- 2019  Debrecen · Modem, PANEL lét, közösség, esztétika – a lakótelepek hatvan éve

Tapolca-Diszel · Első Magyar Látványtár: A feketéről

## Művei közgyűjteményekben
- Fővárosi Képtár, Budapest
- G. Moderna, Rijeka (HR)
- G. Moderna, Zágráb (HR)
- Hatvany Lajos Múzeum, Hatvan
- Herman Ottó Múzeum, Miskolc
- Janus Pannonius Múzeum – Modern Magyar Képtár, Pécs
- Kunstverein, Oldenburg (D)
- Ludwig Múzeum, Budapest
- Magyar Nemzeti Galéria, Budapest
- Modern Magyar Képtár, Paks
- M. Narodowe, Varsó (PL)
- Museum of Modern Art, Toyama (JP)
- M. of Portraits, Tuzla (BIH)
- Neue Galerie am Landesmuseum Joanneum, Graz (A)
- Nógrádi Múzeum, Salgótarján
- Rippl-Rónai Múzeum, Kaposvár
- Sárospataki Képtár, Sárospatak
- Szombathelyi Képtár, Szombathely
- Taidemuseo, Lahti (FIN)
- Magyar Zsidó Múzeum és Levéltár, Budapest

## Köztéri művei
- Petrezselyem kút, vízköpő gorgófej, bronz (Pécs, 1988)[4]
- Emlékkút Kazinczy utca, bronz, (Dévényi Sándor építésszel) (Pécs, 1992)[5]
- Elhurcolt gyermekek emlékműve, Fürdő u. l., Izraelita Hitközség (Rigó Istvánnal, Pécs, 1996-1999)[6]
- Ez itt Kapolcs közepe bronz 20 × 24 × 11 cm, talpazata Illa Gábortól (Kapolcs, 2005-2006)[7]

## Könyvei
- Gellér B. István: A növekvő város, Jelenkor Kiadó, Pécs (2000)
- István B. Gellér: Rastúce mesto, KALLIGRAM, spol.s.r.o. (2008)
- Gellér B. István: A növekvő város – Hajdu István: Gellér B. István, Pécsi Galéria (2010)

## Filmek
- H-Arcképek, MTV (rend.: Szemadám György) (1993)
- A Növekvő Város (rend.: Kardos Sándor) (1998)
- Talentum sorozat, Duna Televízió (rend.: Sopsits Árpád) (2004)

## Díjai
- Medaglia degli Amici del Pomero Rho / Milano (1973)
- Nemzetközi Rajzbiennálé, Építészeti Intézet díja, Rijeka (1978)
- Fiatal Képzőművészek Stúdiójának díja (1982)
- Nemzetközi Rajzbiennálé, Tuzla, Grand diploma for drawing (Nagydíj egyedi rajzért) (1990)
- A Mozgó Világ Nívódíja (1995)
- Munkácsy Mihály-díj (1999)
- Orbis Pictus (A megfestett város) tárlat nagydíja, Veszprém (2002)
- Taiwan II. International Biennial Print and drawing Exhibition különdíj (2002)
- The 12th International Biennial Print and drawing Exhibition R.o.C. különdíj (2006)
- A Magyar Köztársasági Érdemrend tisztikeresztje (2009)
- Pécs Város Képző- és Iparművészeti Díja (2011)